# Low (Flo Rida)
Low è il primo singolo del rapper statunitense Flo Rida estratto dall'album Mail on Sunday. Lo ha prodotto DJ Montay e vi ha partecipato il cantante R&B T-Pain.

## Descrizione
La canzone fa parte della colonna sonora del film Step Up 2 - La strada per il successo e il testo è stato scritto dagli stessi Flo Rida e T-Pain. La canzone viene anche ballata da Tom Cruise nel film Tropic Thunder e da Jaden Smith in The Karate Kid - La leggenda continua.
Ha riscosso un enorme successo in tutto il mondo, soprattutto negli USA, raggiungendo la posizione n.1 nelle charts Billboard Hot 100, Hot Rap Tracks e Pop 100, e la posizione n.9 nella Hot R&B/Hip-Hop Songs. Ha scalato la vetta delle classifiche anche in Irlanda, Canada, Australia, Nuova Zelanda e Brasile, piazzandosi alla posizione n.2 solo in Regno Unito (dove è stata pubblicata il 24 marzo 2008).
Sempre negli USA, Low è stato certificata sette volte disco di platino per la cifra di oltre 7 000 000 vendite online; è il singolo del rapper ad aver venduto più copie in America

## Remix
Di seguito sono elencati i principali remix realizzati:
- Low - Feat. T-Pain & Pitbull[14]
- Low - Feat. Arcangel & Voltio[15]
- Low - Travis Barker Mix[16]

Un altro remix vede la partecipazione del gruppo rock The Red Jumpsuit Apparatus, un altro è stato mandato in onda da Radio Disney e un altro ancora e presente nel videogioco musicale Massively multiplayer online "DANCE! Online".

## Classifiche

### Classifiche settimanali
| Classifica (2007-08)                  | Posizione massima |
| ------------------------------------- | ----------------- |
| Billboard Hot 100 (USA)               | 1                 |
| Billboard Hot R&B/Hip-Hop Songs (USA) | 9                 |
| Billboard Hot Rap Tracks (USA)        | 1                 |
| Billboard Pop 100 (USA)               | 1                 |
| Billboard Hot Latin Songs (USA)       | 43                |
| Billboard Hot Digital Songs (USA)     | 1                 |
| Billboard Hot RingTones (USA)         | 3                 |
| ARIA Singles Chart (Australia)        | 1                 |
| Billboard Canadian Hot 100 (Canada)   | 1                 |
| Irish Singles Chart (Irlanda)         | 1                 |
| RIANZ Singles Chart (Nuova Zelanda)   | 1                 |
| Brazilian Hot 100 (Brasile)           | 1                 |
| Official Singles Chart (UK)           | 2                 |
| World Singles Top 40                  | 3                 |
| Belgium Singles Top 50 (Belgio)       | 7                 |
| Austria Singles Top 75 (Austria)      | 9                 |
| Denmark Singles Top 40 (Danimarca)    | 9                 |
| Finland Singles Top 20 (Finlandia)    | 9                 |
| Norway Singles Top 20 (Norvegia)      | 12                |
| Germany Singles Top 100 (Germania)    | 13                |
| Swiss Singles Top 100 (Svizzera)      | 13                |
| Sweden Singles Top 60 (Svezia)        | 17                |
| France Singles Top 100 (Francia)      | 33                |
| Portugal Singles Top 50 (Portogallo)  | 39                |

### Classifiche di fine secolo
| Classifica (2000-2024) | Posizione |
| ---------------------- | --------- |
| Stati Uniti            | 16        |

### Classifiche di tutti i tempi
| Classifica (1958-2021) | Posizione |
| ---------------------- | --------- |
| Stati Uniti            | 31        |